# Ludwig Pritzer
Ludwig Pritzer (* 19. März 1911; † 23. Dezember 1958) war ein deutscher Fußballspieler. Er wurde mit Hannover 96 1938 Deutscher Meister.
Pritzer spielte bis 1934 bei Borussia Hannover und wechselte danach zum Lokalrivalen Hannover 96. Dort spielte er zunächst als Feldspieler, in der Regel im linken Mittelfeld oder als Linksaußenstürmer. Gleich in seiner ersten 96er Saison 1934/35 war er mit der Gaumeisterschaft Niedersachsen erfolgreich. In der anschließenden Endrunde um die deutsche Meisterschaft wurde er als Stürmer nominiert und im ersten Spiel gegen den Eimsbütteler TV (3:1) als halbrechter Stürmer eingesetzt. In dieser Begegnung verletzte sich der Hannoveraner Torwart August Sievert schwer, und Trainer Fuchs stellte in den nächsten Spielen Pritzer in das Tor. Dieser bestritt auch die restlichen fünf Endrundenspiele als Torwart, als Gruppenzweiter schied Hannover aus der Endrunde aus. Da Sievert wegen seiner Verletzung seine Fußballkarriere beenden musste, wurde Pritzer zum neuen Stammtorhüter der 96er.
1938 gewann Hannover 96 erneut die niedersächsische Gaumeisterschaft und holte sich den Titel des Deutschen Meisters nach zwei Endspielen gegen Schalke 04 (3:3 und 4:3). Zu diesem Erfolg waren insgesamt acht Spiele notwendig, Pritzer stand in allen Begegnungen im Tor. 1941 gewann Hannover 96 seine letzte Gaumeisterschaft, kam in der DM-Endrunde aber nicht über die Untergruppen-Phase hinaus. Pritzer bestritt die ersten drei Gruppenspiele, musste aber im letzten und über den Untergruppensieg entscheidenden Spiel gegen Schalke 04 durch den Reservetorhüter Kellner ersetzt werden. Das Spiel endete mit einer 1:6-Niederlage für Hannover.
In den folgenden Jahren konnte sich Pritzer nicht mehr mit weiteren Titeln schmücken. 1939 zog auch er sich eine schwere Verletzung zu, musste lange pausieren und verlor anschließend seinen Status als Stammtorwart. Ab und zu wurde er auch wieder als Feldspieler eingesetzt. 1948 erreichte er den Tiefpunkt seiner Karriere, als er mit Hannover 96 für ein Jahr in die Zweitklassigkeit absteigen musste. Nach dem Wiederaufstieg in die Oberliga Nord wurde Pritzer zunächst nur als Ersatztorwart nominiert. Nachdem der neue Stammtorwart Wickel Mitte der Hinrunde aus disziplinarischen Gründen suspendiert wurde, rückte Pritzer als Nummer eins im Tor auf. Er konnte jedoch auch nicht die ganze Saison durchspielen, da er sich im Frühjahr 1950 erneut verletzte. Von 1947 bis 1950 kam Pritzer zu 21 Einsätzen und zwei Toren in der Saison 1947/48 in der Oberliga Nord Nach dem Ende der Saison 1949/50 beendete Pritzer im Alter von 39 Jahren bei Hannover 96 seine Laufbahn als Leistungssportler.